# Den Store Menneskeskabte Flod
Den Store Menneskeskabte Flod (arabisk: النهر الصناعي العظيم al-Nehr al-Ṣnā‘ī al-‘Ẓīm; engelsk: Great Man-Made River) er et netværk af rør, der fører ferskvand udvundet fra de vandførende lag (akvifer) i de nubiske sandsten tværs over Libyen. Det blev påbegyndt i 1984, og er verdens største vandindvindingsprojekt og et af de største civile ingeniørprojekter, der nogensinde er foretaget. Projektet blev iværksat under den libyske diktator Moammar Gaddafi.
Der findes store mængder af fossilt vand under Sahara-ørkenen som et efterladenskab fra et tidligere fugtigere klima i området, og projektet bringer dette vand i anvendelse. Et rørledningssystem pumper vand fra det nubiske sandstensakvifersystem fra det sydlige Libyen til byerne ved den folkerige libyske nordlige middelhavskyst, herunder Tripoli og Benghazi. To rørledninger på henholdsvis 1700 og 1800 km er hovedelementer i systemet. Vandet dækker en afstand på op til 1.600 kilometer og står for 70 % af alt ferskvand, der bruges i Libyen.

Ifølge projektets egen hjemmeside er det det største underjordiske netværk af rør og akvædukter i verden. Projektet består af mere end 1.300 brønde, de fleste mere end 500 m dybe, og leverer 6.500.000 m3 ferskvand om dagen til byerne Tripoli, Benghazi, Sirte og andre steder. Den afdøde libyske leder Moammar Gaddafi beskrev det med en henvisning til verdens syv underværker som "verdens ottende underværk".